# Aubord

Aubord es una localidad y comuna francesa, situada en el departamento del Gard, en la región administrativa de Languedoc-Rosellón. 
Aubord fue un centro de emigración de 1950 a 1960, principalmente de Murcia (España).

## Demografía
| 249 | 292 | 483 | 791 | 1607 | 1910 |
| Para los censos de 1962 a 1999 la población legal corresponde a la población sin duplicidades (Fuente: INSEE [Consultar]) |     |     |     |      |      |